# Friedrich Michael Schiele

Friedrich Michael Schiele

Friedrich Michael Schiele (* 11. November 1867 in Zeitz; † 12. August 1913 in Bad Lippspringe, Westfalen) war ein evangelischer Theologe, bekannt besonders durch seine Tätigkeit für das Lexikon Die Religion in Geschichte und Gegenwart (RGG).

## Leben und Wirken

Schiele als Student

Nach einem Theologiestudium an den Universitäten Tübingen und Halle sowie einem Militärjahr war Schiele zunächst Seminarlehrer in Schlüchtern und Ottweiler, Saarland. Anschließend amtierte er einige Jahre als Pfarrer und Kurprediger, bis er 1900 krankheitsbedingt aus dem Pfarrdienst ausscheiden musste. Seither lebte er unter kärglichen Bedingungen als Verlagslektor und Redakteur in Marburg. Dort unterstützte ihn der Theologe Martin Rade, indem er ihm die Redaktion der Chronik der Christlichen Welt übertrug. 1906 siedelte Schiele mit seiner Ehefrau und vier Söhnen nach Tübingen über. 1908 gelang es ihm dort, sich für das Fach Historische Theologie zu habilitieren. Nachdem sich sein Gesundheitszustand wieder stabilisiert hatte, übernahm Schiele 1910 eine Pfarrstelle an der Dorotheenstädtischen Kirche in Berlin. Seine Tuberkuloseerkrankung ließ ihm jedoch nur wenig Zeit. Auf einer Erholungsreise starb er 1913 im westfälischen Bad Lippspringe im Alter von 45 Jahren.
Schiele hat eine vergleichsweise kleine Zahl eigener Schriften veröffentlicht. Seine Bedeutung lag vor allem im verlags- und wissenschaftsorganisatorischen Bereich. Für die Dürr’sche Buchhandlung in Leipzig erneuerte er seit 1901 die Philosophische Bibliothek. Seit 1904 gab er die Religionsgeschichtlichen Volksbücher für die deutsche christliche Gegenwart heraus. Die Autoren dieser Reihe stammten meist aus dem Mitarbeiterkreis der Zeitschrift Die Christliche Welt, zu deren Herausgebern Schiele von 1903 bis 1910 gehörte. 1905 wurde er mit der Redaktion des protestantischen Handwörterbuches Die Religion in Geschichte und Gegenwart beauftragt, das 1909 bis 1914 im Mohr Siebeck Verlag erschien.
In einem Nachruf heißt es: „Was Schiele als Anreger und Organisator für die Entwicklung neuen deutschen Geisteslebens in mehr als einer Beziehung bedeutet hat, ist nur den wenigsten bekannt geworden, da er bescheiden mit seinem Namen in den Hintergrund trat. Sein Werk ist sein Denkstein.“
Schiele war seit 1888 Mitglied des Corps Franconia Tübingen.

## Werke
- Das Grundproblem des geschichtlichen Christentums. In: Die Christliche Welt 10 (1896), S. 76–80.
- Der Entwicklungsgedanke in der evangelischen Theologie bis Schleiermacher. In: Zeitschrift für Theologie und Kirche 7 (1897), S. 140–170.
- Die Bibel und ihre Surrogate in der Volksschule. Mayer, Leipzig, 1900.
- Religion und Schule. Aufsätze und Reden. Mohr, Tübingen, 1906.
- Die Reformation des Klosters Schlüchtern. Mohr, Tübingen 1907.
- Die kirchliche Einigung des Evangelischen Deutschland im 19. Jahrhundert. Freiburg/Leipzig 1908.
- Geschichte der Erziehung. Vier Vorlesungen, gehalten im ersten Stuttgarter Hochschulkursus für Lehrer und Lehrerinnen 1909. Dürr, Leipzig, 1909.
- Was geht uns Pfarrer die Verurteilung des Pfarrers Traub an? Protestantischer Schriftenvertrieb, Berlin-Schöneberg, 1912.
- Briefe an Konfirmanden. Mohr, Tübingen, 1915.

## Anthologien
- Sang und Spruch der Deutschen. Eine Auswahl aus der lyrischen und der epigrammatischen deutschen Dichtung zum Schulgebrauch in Lehrer- und Lehrerinnen-Seminaren. Verlag der Dürrschen Buchhandlung, Leipzig, 1904.
- Die Zeitgenossen Goethes. Eine Auswahl aus der lyrischen und epigrammatischen deutschen Dichtung von Claudius bis zu Kerner und Eichendorff. Für den Schulgebrauch in Lehrer- und Lehrerinnen-Seminaren herausgegeben. Dürrsche Buchhandlung, Leipzig, 3. Auflage, 1907.
- Sang und Spruch der Deutschen im neunzehnten Jahrhundert. Eine Auswahl aus der lyrischen und epigrammatischen deutschen Dichtung von der nachklassischen Zeit bis zur Gegenwart. 7. Auflage. Bearbeitet von D. Gerlach. Union Deutsche Verlagsgesellschaft, Berlin, 1921.
- Deutscher Glaube. Ein Lesebuch religiöser Prosa zum Schulgebrauch im deutschen Unterricht. Dürr, Leipzig, 1905.

## Editionen
- Immanuel Kant: Beweisgrund zu einer Demonstration des Daseins Gottes: nebst den anderen kleineren Schriften zur Religionsphilosophie. Hrsg. von Friedrich Michael Schiele (= Philosophische Bibliothek. Band 47, 2). Dürrsche Buchhandlung, Leipzig, 1902 (4. Auflage: Leipzig 1922).
- Friedrich Schleiermacher: Monologen: kritische Ausgabe. Mit Einleitung, Bibliographie und Index von Friedrich Michael Schiele (= Philosophische Bibliothek, 84). Dürrsche Buchhandlung, Leipzig, 1902 (Nachdrucke: Leipzig 1914; Hamburg 1978).
- Fünfter Weltkongress für Freies Christentum und Religiösen Fortschritt: Berlin, 5. bis 10. August 1910. Protokoll der Verhandlungen. Hrsg. von Max Fischer und Friedrich Michael Schiele. Veröffentlicht von Verlag des Protestantischen Schriftenvertriebs, Schöneberg, 1910.
- Friedrich Schleiermachers Grundriss der philosophischen Ethik (Grundlinien der Sittenlehre). Hrsg. 1841 von August Detlev Twesten. Neuer Abdruck besorgt von Fr. M. Schiele (= Philosophische Bibliothek, 85). Meiner, Leipzig, 1911.
- Carlo Böcklin, Beate Emma Bonus: Kasperl-Bilderbücher. Vier Bände: 1. Bd.: Der hohle Zahn / 2. Bd.: Freund Hein / 3. Bd.: Der Schatz / 4. Bd.: Der Höllenkasten. Herausgegeben von Friedrich Michael Schiele. Verlag Gebauer-Schwetschke, Halle, 1911.